# Кочуба-Маре
Кочуба-Маре (рум. Cociuba Mare) — село у повіті Біхор в Румунії. Адміністративний центр комуни Кочуба-Маре.
Село розташоване на відстані 408 км на північний захід від Бухареста, 37 км на південь від Ораді, 121 км на захід від Клуж-Напоки, 124 км на північний схід від Тімішоари.

## Населення
За даними перепису населення 2002 року у селі проживали 1073 особи.
Національний склад населення села:
| Національність | Кількість осіб | Відсоток |
| -------------- | -------------- | -------- |
| румуни         | 1049           | 97,8%    |
| цигани         | 19             | 1,8%     |
| словаки        | 5              | 0,5%     |

Рідною мовою назвали:
| Мова      | Кількість осіб | Відсоток |
| --------- | -------------- | -------- |
| румунська | 1049           | 97,8%    |
| циганська | 19             | 1,8%     |
| словацька | 5              | 0,5%     |